# Гипотеза Мертенса

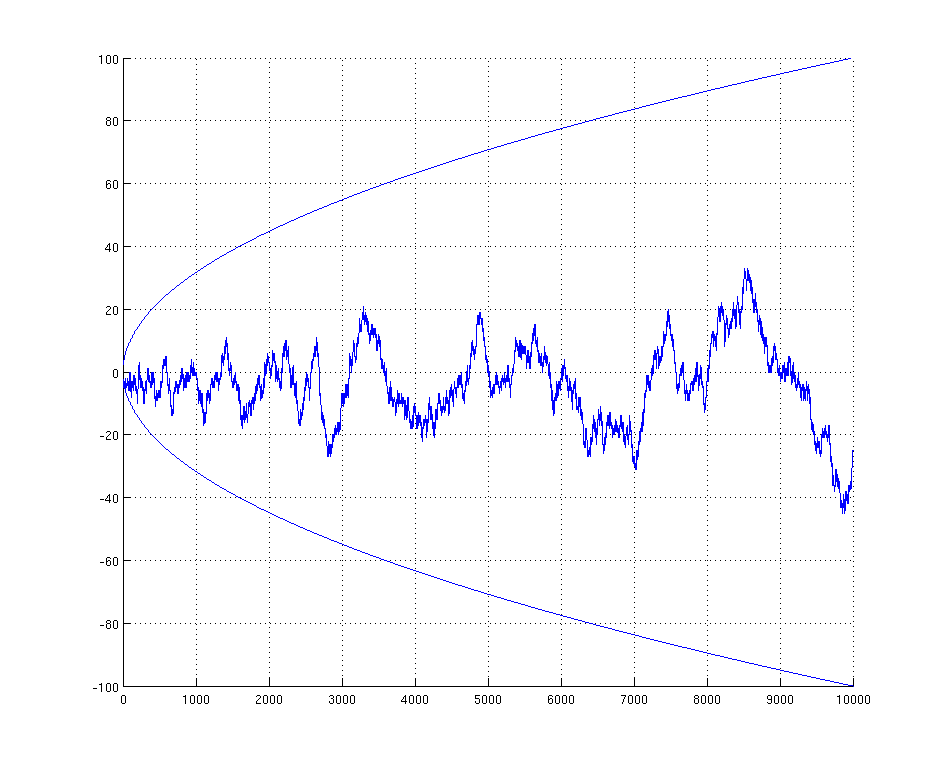
Вычислив значения функции Мертенса (на графике внутри) и квадратные корни (на графике снаружи) для Мертенс предположил, что абсолютное значение всегда ограничено

Гипотеза Ме́ртенса — отвергнутая математическая гипотеза, согласно которой функция Мертенса {\displaystyle M(n)} ограничена {\displaystyle \pm {\sqrt {n}}}. Выдвинута Стилтьесом в 1885 году в письме Эрмиту, независимо предложена Францем Мертенсом в 1897 году. Особый интерес к гипотезе был связан с тем, что из её выполнения следует верность гипотезы Римана.
Несмотря на большое количество интуитивных подтверждений и вычислительных предпосылок, гипотеза была опровергнута в 1985 году Анджеем Одлыжко и Германом те Риле.

## История
Стилтьес утверждал в 1885 году, что доказал более слабое утверждение: {\displaystyle m(n):=M(n)/{\sqrt {n}}} ограничена, но не опубликовал доказательство. (В терминах {\displaystyle m(n)} предположение Мертенса означало, что {\displaystyle -1<m(n)<1}.)
Одлыжко и те Риле для доказательства ложности гипотезы в 1983 году использовали алгоритм Ленстры — Ленстры — Ловаса, получив:
{\displaystyle \liminf m(n)<-1{,}009} и {\displaystyle \limsup m(n)>1{,}06}.
Позже было доказано, что первый контрпример встречается до {\displaystyle e^{3{,}21\times 10^{64}}\approx 10^{1{,}39\times 10^{64}}}, но после 1016. С тех пор верхняя граница была понижена до {\displaystyle e^{1{,}59\times 10^{40}}} или приблизительно {\displaystyle 10^{6{,}91\times 10^{39}}}, при этом точный контрпример по состоянию на 2023 год неизвестен.
Закон повторного логарифма утверждает, что если функцию Мёбиуса {\displaystyle \mu } в определении функции Мертенса заменить случайной последовательностью из +1 и −1, тогда порядок роста частичных сумм первых {\displaystyle \mu } чисел (с вероятностью 1) составляет около {\displaystyle {\sqrt {n\log \log n}}}, из чего можно полагать порядок роста {\displaystyle m(n)} приблизительно равным {\displaystyle {\sqrt {\log \log n}}}. Истинный порядок роста может быть несколько меньше: в начале 1990-х годов предположено, что порядок роста {\displaystyle m(n)} равен {\displaystyle (\log \log \log n)^{5/4}}, что нашло в 2004 году также эвристические подтверждения (основанные на выполнении гипотезы Римана и некоторых предположениях об усреднённом поведении нулей {\displaystyle \zeta }-функции Римана).
В 1979 году найдено наибольшее известное значение {\displaystyle m(n)\approx 0{,}570591} для {\displaystyle M(7766842813)=50286}, а в 2011 году вычислено наибольшее известное отрицательное значение {\displaystyle m(n)\approx -0{,}585768} для {\displaystyle M(11609864264058592345)=-1995900927}. В 2016 году вычислены {\displaystyle M(n)} для каждого {\displaystyle n\leqslant 10^{16}}, но бо́льшие значения {\displaystyle m(n)} не найдены.
В 2006 году улучшена верхняя граница и показано, что существует бесконечно много значений {\displaystyle n}, для которых {\displaystyle m(n)>1{,}2184}, но без нахождения особых значений для таких {\displaystyle n}. В 2016 году установлено, что:
{\displaystyle \liminf m(n)<-1{,}837625} и {\displaystyle \limsup m(n)>1{,}826054}.

## Связь с гипотезой Римана
Связь с гипотезой Римана основана на рядах Дирихле для функции, обратной римановой дзета-функции:
{\displaystyle {\frac {1}{\zeta (s)}}=\sum _{n=1}^{\infty }{\frac {\mu (n)}{n^{s}}}}
в области {\displaystyle {\mathcal {Re}}(s)>1}. Ряд может быть переписан как интеграл Стилтьеса:
{\displaystyle {\frac {1}{\zeta (s)}}=\int _{0}^{\infty }x^{-s}dM(x)},
что после интегрирования по частям даёт функцию, обратную дзета-функции — преобразование Меллина:
{\displaystyle {\frac {1}{s\zeta (s)}}=\left\{{\mathcal {M}}M\right\}(-s)=\int _{0}^{\infty }x^{-s}M(x)\,{\frac {dx}{x}}}.
Используя теорему обратного преобразования Меллина, {\displaystyle M} выражается через {\displaystyle {\tfrac {1}{\zeta }}} как:
{\displaystyle M(x)={\frac {1}{2\pi i}}\int _{\sigma -i\infty }^{\sigma +i\infty }{\frac {x^{s}}{s\zeta (s)}}\,ds},
что верно для {\displaystyle 1<\sigma <2}, и верно для {\displaystyle {\tfrac {1}{2}}<\sigma <2} согласно гипотезе Римана.
Из этого следует, что интеграл в преобразовании Меллина должен быть сходящимся, и потому функция
{\displaystyle M(x)} должна иметь порядок роста {\displaystyle O(x^{e})} для каждой степени экспоненты {\displaystyle e}, большей, чем {\displaystyle {\tfrac {1}{2}}}. Таким образом:
{\displaystyle M(x)=O{\Big (}x^{{\tfrac {1}{2}}+\epsilon }{\Big )}}
для всех положительных {\displaystyle \epsilon } эквивалентно гипотезе Римана, что следовало бы из более сильной гипотезы Мертенса, а из гипотезы Стилтьеса следует, что:
{\displaystyle M(x)=O{\Big (}x^{\tfrac {1}{2}}{\Big )}}.